# Nora Torulf
Leonora "Nora" Helga Anna Torulf, född 18 november 1903, död 2 augusti 1993, var en svensk författare och fascistisk politiker, verksam som chef för Svensk oppositions, Nysvenska rörelsens och Sveriges nationella förbunds kvinnliga avdelningar. Utöver att författa ett antal böcker var hon även skribent för Sverige-Tyskland 1938-1941 och Vägen Framåt 1940-1966 och var en populär talare på möten på 1930- och 1940-talet.

## Biografi

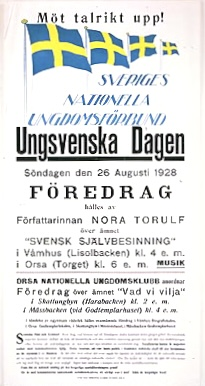
Affisch för Ungsvenska dagen i Orsa den 26 augusti 1928, då Nora Torulf talade om "svensk självbesinning".

Leonora var enda dotter till överstelöjtnant Helge Torulf och den tyska friherrinnan Marie, född Prinz von Buchau. Arkitekten Ernst Torulf var hennes farbror.
År 1926 debuterade Nora Torulf som författare med En viljas makt: skildring från Carl XII:s tid, som bokförlaget Wahlström & Widstrand marknadsförde som "höstens historiska roman för unga och gamla patrioter".
År 1929 var hon invald som suppleant i styrelsen för Sveriges Nationella Ungdomsförbund (SNU) och var suppleant i styrelsen för deras Stockholmsavdelning. Året därpå blev hon vald till ledamot av förbundets verkställande utskott och behöll den posten under flera år.
Hon var en god agitator, höll ofta föredrag och var uppskattad talare på många politiska möten. Som brorsdotter höll hon även tal på arkitekten Ernst Torulfs begravning 1936.
Nora Torulf var aktiv när SNU 1934 inför landstingsvalet fjärmade sig från högerpartiet Allmänna valmansförbundet. Året därefter bytte organisationen namn till Sveriges Nationella Förbund (SNF) där hon fortsatt satt som ledamot av styrelsen. Den antisemitism, som tidigare hade funnits i bakgrunden, blev nu en linje i partiets profil.
Till andrakammarvalet 1936 var hon andranamn på kandidatlistan för De nationella i Stockholm.
År 1937 besökte hon Nazityskland och utifrån detta publicerade hon en text kring kvinnans roll inom den nazistiska administrationen.
Hon var mycket engagerad i frågan om att stärka Sveriges försvar och propagerade för att även kvinnor skulle genomföra en ettårig värnplikt, så kallad samhällstjänst. Det resulterade i att hon startade det så kallade Ribbingsbergslägret i juni 1938 i Ribbingsberg utanför Vårgårda, som ett experiment för kvinnlig samhällstjänst. Här skulle unga kvinnor lära sig praktiska göromål för att kunna underlätta arbetsbördan, främst inom lantbruket. Experimentet ansågs lycka varför Riksförbundet för kvinnlig samhällstjänst bildades 1939. Tanken var att en frivillig kvinnlig samhällstjänst skulle "väcka socialt ansvarsmedvetande hos vårt lands unga kvinnor och verka utjämnande på motsättningarna mellan olika befolkningsgrupper, att fylla vissa sociala arbetsbehov i vårt land, främst stöd åt arbetstyngda, mindre bemedlade husmödrar, samt att genom praktisk träning göra de unga kvinnorna bättre skickade att fylla sina uppgifter inom folkhushållning och samhälle." Denna gång drogs projektet igång på tre platser i Mellansverige och i Umeåtrakten. Samtidigt engagerade hon sig i Kvinnornas beredskapskommitté. 
Till sommaren 1940 hade projektet ökat till tretton läger runt om i Sverige. I oktober 1941 bad hon styrelsen i Riksförbundet för kvinnlig samhällstjänst – vars verksamhet skulle vara opolitisk – om att få avgå som ordförande på grund av sitt ökade politiska engagemang i Svensk Opposition. Tillsammans med Per Englundh genomförde hon många värvningsmöten. År 1942 valdes hon in som ledamot av förtroenderådet för Riksföreningen Sverige-Tyskland.
Efter kriget anställdes hon vid faderns företag Allmänna ingenjörsbyrån AB där hon arbetade fram till 1960 som avdelningschef och kamrer.  Efter kriget var hon fortsatt medlem i Riksföreningen Sverige-Tyskland, Hjälpkommittén för Tysklands Barn och i Nysvenska rörelsen. År 1966 valdes hon som förbundsrådets ordförande under Nysvenska rörelsens riksstämma.
Nora Torulf blev 89 år gammal och begravdes i den Torulfska familjegraven på Torbjörntorps kyrkogård, i Falköping, tillsammans med sina föräldrar, farbroder Ernast Torulf, med flera.